# Ellerhoop
Ellerhoop est une commune allemande du Schleswig-Holstein, située dans l'arrondissement de Pinneberg (Kreis Pinneberg), à huit kilomètres au sud-est de la ville d'Elmshorn. Ellerhoop fait partie de l'Amt Rantzau qui regroupe dix communes autour de Barmstedt.

## Jumelage
- Hurst Green (Angleterre) depuis 1984[1]